# Феликс из Сполето
Феликс (убит ок. 304 года) — епископ Сполето, Умбрия, священномученик. День памяти  — 18 мая.
Святой Феликс, епископ Сполето, был обезглавлен во времена правления Диоклетиана и Максимиана Геркула. Иногда считается, что св. Феликс был епископом не в Сполето, а в расположенном неподалёку городе Спелло (Spello, Hispellum) или в городе Спалато, Далматия.